# さよなら愛しい人よ…
「さよなら愛しい人よ…」（さよならいとしいひとよ）は、清木場俊介の2ndシングル。

## 内容
前作「いつか…」以来7ヶ月ぶりのリリースで、アルバム『清木場俊介』からの先行シングル。同時にEXILE脱退前最後のシングルとなる。
ジャケットが異なる【CD＋DVD】と【CD】の2形態で発売され、DVDには「さよなら愛しい人よ…」のミュージック・ビデオが収録されている。
レコーディングやミュージック・ビデオとジャケット写真の撮影は全てロサンゼルスで敢行された。
オリコン週間シングルランキングでは8位を記録。

## 収録曲
1. さよなら愛しい人よ… (5:38)
（作詞：清木場俊介 / 作曲：坂本サトル）
テレビ朝日系ドラマ『刑事部屋〜六本木おかしな捜査班〜』主題歌
作曲は坂本サトルが担当しており、清木場が書き溜めていた百以上の歌詞を坂本に渡して曲が作られている。清木場は坂本を10代の頃より敬愛しており「坂本さんの曲を全て網羅しているから、曲のイメージを伝えやすかった。だから第一段階のデモが上がってきた時点で「これがいい」と言えるくらいの出来だった」と語っている[2]。
2. 爾来〜10年後のボク等〜 (5:10)
（作詞・作曲：清木場俊介, 川根来音）
オリジナル・アルバムには未収録で、（スタジオ音源としては）ベスト・アルバム『清木場俊介 SONGS 2005-2008』でアルバム初収録となった。
3. さよなら愛しい人よ…（カラオケ） (5:38)

## 収録アルバム
さよなら愛しい人よ…
- 清木場俊介
- 清木場俊介 LIVE "祭"（ライブ音源）
- 清木場祭2007（ライブ音源）
- 清木場俊介 SONGS 2005-2008

爾来〜10年後のボク等〜
- 清木場俊介 LIVE "祭"（ライブ音源）
- 清木場祭2007（ライブ音源）
- 清木場俊介 SONGS 2005-2008